# Kinzigsystem oberhalb von Steinau a. d. Straße
Kinzigsystem oberhalb von Steinau a. d. Straße este o arie protejată (arie specială de conservare — SAC, sit de importanță comunitară — SCI) din Germania întinsă pe o suprafață de 152,28 ha, integral pe uscat.

## Localizare
Centrul sitului Kinzigsystem oberhalb von Steinau a. d. Straße este situat la coordonatele 50°18′54″N 9°34′00″E / 50.315°N 9.5667°E.

## Înființare
Situl Kinzigsystem oberhalb von Steinau a. d. Straße a fost declarat sit de importanță comunitară în noiembrie 2004 pentru a proteja 1 specie de animale. Situl a fost protejat și ca arie specială de conservare în martie 2008.

## Biodiversitate
Situată în ecoregiunea continentală, aria protejată conține 2 habitate naturale: Cursuri de apă de la nivel de câmpie la nivel montan, cu vegetație Ranunculion fluitantis și Callitricho-Batrachion, Păduri aluvionare cu Alnus glutinosa și Fraxinus excelsior (Alno-Padion, Alnion incanae, Salicion albae).
La baza desemnării sitului se află o specie protejată de  pești: cicar (Lampetra planeri).
Pe lângă speciile protejate, pe teritoriul sitului au mai fost identificate 1 specie de nevertebrate, 1 specie de pești.